# 水楊酸乙酯
水杨酸乙酯是一种酯，由水杨酸和乙醇缩合而成。它是一种无色液体，微溶于水，可溶于醇和醚。它有一个类似于冬青的香味，用于香水和人工香料。